# (38592) 1999 XH162
1999 XH162 (asteroide 38592) é um asteroide troiano de Júpiter. Possui uma excentricidade de 0.08779150 e uma inclinação de 15.78786º.
Este asteroide foi descoberto no dia 13 de dezembro de 1999 por LINEAR em Socorro.